# Sankt Ulrich im Mühlkreis
Sankt Ulrich im Mühlkreis é um município da Áustria localizado no distrito de Rohrbach, no estado de Alta Áustria.